# إيفان مانسي
إيفان مانسي هو لاعب كرة قدم كرواتي في مركز حراسة المرمى، ولد في 4 فبراير 1983 في رييكا في كرواتيا. لعب مع مكابي بتاح تكفا ونادي إسترا 1961 ونادي رييكا ونادي فاراجدين.

## وصلات خارجية
- إيفان مانسي على موقع قاعدة بيانات كرة القدم.إي يو (الإنجليزية)
- إيفان مانسي على موقع AS.com (الإسبانية)